# فاسيليس جاورجيادس
فاسيليس جاورجيادس (باليونانية: Βασίλης Γεωργιάδης)‏ هو كاتب سيناريو ومخرج وممثل يوناني، ولد في 12 أغسطس 1921 في الدردنيل في تركيا، وتوفي في 30 أبريل 2000 في أثينا في اليونان.

## وصلات خارجية
- فاسيليس جاورجيادس على موقع IMDb (الإنجليزية)
- فاسيليس جاورجيادس على موقع ألو سيني (الفرنسية)
- فاسيليس جاورجيادس على موقع قاعدة بيانات الفيلم (الإنجليزية)
- فاسيليس جاورجيادس على موقع كينوبويسك (الروسية)